# Asot Karagjan
Asot Karagjan (örményül: Աշոտ Կարագյան, oroszul: Ашот Акопович Карагян, Asot Akopovics Karagjan) (Jereván, 1951. január 23. –) szovjet színekben világbajnok, olimpiai ezüstérmes örmény tőr- és párbajtőrvívó.

## Sportpályafutása
Nemzetközi sikereket csapatversenyeken ért el. A világbajnokságokon öt érmet nyert: 1973-ban Göteborgban és 1977-ben Buenos Airesben bronzérmet, 1978-ban Hamburgban ezüstérmet szerzett. 1979-ben Melbourne-ben és 1981-ben Clermont-Ferrandban csapatvilágbajnok lett. Az 1980-as moszkvai olimpián két érmet szerzett: második lett a tőrcsapattal, bronzérmes a párbajtőr csapatversenyben.